# Ачебе, Чинуа
Чину́а Аче́бе (англ. Chinua Achebe, полное имя Альберт Чинуалумогу Ачебе (англ. Albert Chinụalụmọgụ Achebe); 16 ноября 1930 года — 21 марта 2013 года) — нигерийский прозаик, поэт и литературный критик. Известен прежде всего своим первым романом Things Fall Apart (названия русских переводов — «Всё рушится», «Распад» и «И пришло разрушение»), впервые опубликованным в 1958 году. Этот роман на сегодняшний день является самой читаемой и переводимой книгой современного африканского писателя. За него писатель в 2007 году получил Международную Букеровскую премию. В романе описан приход европейцев на африканскую землю и его разрушительные последствия.

## Биография
Родился в деревне Огиди, в восточной Нигерии, в семье школьного учителя из народности игбо. Его родители были новообращёнными протестантами. Кроме Чинуа в семье было ещё четверо детей. Он получил английское образование, но также воспитывался и на традициях игбо. Рассказывание историй было неотъемлемой частью жизни игбо. Мама и сестра будущего писателя рассказывали много историй, которые он с удовольствием слушал.
С 1936 г. учился в центральной школе Сент-Филипп. В этой школе он проявил себя как старательный и разумный ученик. Посещал также воскресную школу. В возрасте двенадцати лет переехал в соседнюю деревню, где преподавал его старший брат. В 1944 году успешно сдал экзамены, и две престижные школы боролись за то, чтобы он учился именно у них.
Изучал в Ибаданском университете сначала медицину, а затем теологию, английский язык и историю. В университете вошёл в группу молодых писателей, куда входили Воле Шойинка, Элечи Амади, Джон Пеппер Кларк-Бекедеремо, Кристофер Окигбо. Будучи студентом, Ачебе отказался от своего английского имени Альберт и отныне стал подписываться только африканским именем Чинуа.
После окончания университета преподавал в нём английский язык и литературу. Будучи учителем, он требовал от учеников, чтобы они много читали и были оригинальны в своих работах.
Работал на национальном нигерийском радио. Во время работы в Лагосе у него появилось желание написать роман на английском языке. Эта идея была очень революционной для того времени, так как таких романов африканских писателей тогда почти не существовало, за исключением «Пальмового Пьянаря» Амоса Тутуолы. Ачебе написал роман «И пришло разрушение» (1959). Он много раз редактировал и улучшал этот роман. Потом рукопись романа была послана в лондонскую компанию. Но, не получив ответа за несколько месяцев, он попросил начальницу разведать, как обстоят дела с романом. После её вмешательства дело начало продвигаться. Издательский дом «Хейнманн» напечатал 2000 экземпляров романа. После его публикации он имел колоссальный успех. Книга сразу же стала известна за пределами страны. Она была переведена на 45 языков и разошлась тиражом в восемь миллионов экземпляров. Сегодня она является обязательной для изучения во многих школах мира.
В 1961 году женился на Кристи Чинве Околи, которая родила ему четверых детей.
В 1962 году в Уганде посетил конференцию африканских писателей, пишущих на английском языке. Среди многих вопросов один был о том, что можно считать африканской литературой. На этой встрече писателю было предложено прочитать роман студента Джеймса Нгуги, который позднее стал известным под именем Нгуги Ва Тхионго. Роман назывался «Не плачь, дитя», и именно Чинуа Ачебе помог его опубликовать.
Во время гражданской войны в Нигерии (1967—1970) был дипломатом непризнанной республики Биафра.
После разгрома Биафры Ачебе бежал с семьёй в Великобританию. Затем он вернулся в Нигерию на два года, потом уехал в США, где преподавал в Университете Массачусетса и Университете Коннектикута, а в 1976 году снова вернулся в Нигерию, где стал профессором английского языка в Лагосском университете. Покинул университет в 1982 году, а в 1983 году был избран вице-председателем левой Партии народного спасения.
В 1987 году получил Нигерийскую национальную премию — наивысшую награду за интеллектуальные достижения. В том же году его роман «Anthills of the Savannah» стал одним из претендентов на Букеровскую премию.
В 1990 году после автокатастрофы Ачебе был парализован ниже пояса. После длительного лечения в Великобритании он переселился в США, где и жил до самой смерти. Преподавал 15 лет в Бардовском университете, недалеко от Нью-Йорка. Иностранный почётный член Американской академии наук и искусств (2002). С 2009 года преподавал африканистику в Брауновском университете в штате Род-Айленд.
Умер 22 марта 2013 года в Бостоне.

## Творчество
Романы Чинуа Ачебе написаны именно для африканских читателей, но после перевода на более чем 50 языков они обрели мирового читателя.
Его всегда интересовали мировые религии и традиционная африканская культура, а свою литературную деятельность он начал с университета. Ачебе писал свои романы на английском и считал правильным использование его для африканской литературы. Его стиль тесно связан с народным устным творчеством. Он соединяет своё повествование с народными легендами и пословицами.
Активность в политике отобразилась и на его творчестве. В большинстве романов он рассказывают о политических и социальных проблемах своей страны.
Ачебе не нравился подход к изображению Африки британскими писателями, такими как Джозеф Конрад, поскольку их описания африканцев были часто неверными и иногда даже унизительными.
Первый и самый известный роман Ачебе «И пришло разрушение» (1959) повествует о племенном воине, который не может адаптироваться к новому обществу в условиях колонизаторского режима.
Следующие романы писателя «Покоя больше нет» («No Longer At Ease», 1960) и «Стрела бога» (1964) также повествуют о прошлом страны.
Роман «Покоя больше нет» он посвятил своей будущей жене. Он повествует о служащем, который втянут в коррупцию в Лагосе. Главный герой Оби является внуком Оконкво, главного героя романа «И пришло разрушение». Но роман уже повествует о временах, когда Нигерия была накануне обретения независимости, а главный герой оказался в конфликтной ситуации между ожиданиями семьи, племени и общества в целом. Одним словом, писатель в своем втором романе описывает жизнь в современной ему Нигерии.
Роман «Стрела бога» исследует все ту же тему влияния христианства на культуру Африки. История рассказывает о жреце Эзеулу племени Улу. Шокированный британской интервенцией, он приказывает сыну узнать секрет чужаков. Идея романа базируется на реальной истории. Ачебе изучал много документов и артефактов, прежде чем написать этот роман. Как и предыдущие романы, роман «Стрела бога» принёс автору успех.
Романы «Человек из народа» (1966) и «Муравейники в саванне» («Anthills of the Savannah», 1987) рассказывают о политических проблемах страны. «Человек из народа» — это чёрная сатира, действие которой разворачивается в условном африканском государстве, только что получившем независимость. Главный герой романа Одили Самалу противостоит коррумпированному министру культуры.
В феврале 1972 года Ачебе выпустил сборник рассказов «Девушки на войне».
Роман «Муравейники в саванне» рассказывает историю троих друзей детства из Западной Африки и показывает негативный эффект жажды власти. Этот роман был ещё одним способом раскрыть читателям глаза на реальную Африку.
Он также опубликовал много рассказов, произведений для детей и сборников эссе.

## Стиль и темы
Стиль писателя связан с устной традицией народности игбо. В свои произведения он вплетает народные сказки, описывает ценности общества и их устного творчества. Например, легенда о сотворении земли и неба базируется на взаимосвязи мужского и женского начала. Другой особенностью творчества Ачебе является использование пословиц, что показывает ценность сельских традиций народа. Впрочем, для автора народная мудрость не исчерпывается только пословицами.
Ачебе часто включает народные песни и описание танцев. Например, в одном из романов главный герой встречает женщину, которая поет «Песню сердца». При этом автор дает две версии песни: на английском и на языке игбо. В романе «И пришло разрушение» писатель рассказывает о церемониальных песнях и танцах народа.
В своих романах Ачебе исследует множество тем. В его раннем творчестве очень много описаний культуры игбо. Ведущей темой становятся столкновения между традицией и современностью. В романе «И пришло разрушение» рассказывается о влиянии христианства, потрясшем село, в котором начались внутренние разногласия.
Гендерные роли, как и концепции общества, также находят отражение в творчестве Ачебе. Автор описывает патриархальное общество, где мужчина имеет несколько жен, а женщин часто избивают. Более того, в романе «И пришло разрушение» герой пытается даже выделить «женские» помыслы у себя в голове: они ассоциируются с боязнью и тунеядством. При этом автор все же подчеркивает баланс мужского и женского начала.

## Произведения
- И пришло разрушение, 1958
- Покоя больше нет, 1960
- Жертвенное яйцо и другие истории, 1962
- Стрела Бога, 1964
- Человек из народа, 1966
- Чике и Река, 1966
- Beware, Soul-Brother, and Other Poems, 1971 (литературная премия Британского содружества, 1972)
- How the Leopard Got His Claws, 1972
- Девушки на войне, 1973
- Christmas at Biafra, and Other Poems, 1973
- Morning Yet on Creation Day, 1975
- Флейта, 1975
- Барабан, 1978
- Don’t Let Him Die: An Anthology of Memorial Poems for Christofer Okigbo (составитель), 1978
- Aka Weta: An Anthology of Igbo Poetry (составитель), 1982
- Проблема Нигерии, 1984
- Короткие африканские истории, 1984
- Муравейники саванны, 1988
- Hopes and Impediments, 1988
- Home & Exile, 2000
- Education of a British protected Child, 2009